# سوئیفت
سوئیفت (به انگلیسی: SWIFT) و به‌طور کامل: جامعهٔ جهانی ارتباطات مالی بین بانکی (به انگلیسی: Society for Worldwide Interbank Financial Telecommunication) یک انجمن تعاونی غیرانتفاعی است که در (ماه مهٔ ۱۹۷۳ میلادی توسط ۲۳۹ بانک) از پانزده کشور اروپایی و آمریکای شمالی راه‌اندازی گردید و هدف از آن جایگزینی روش‌های ارتباطی غیر استاندارد کاغذی یا از طریق تلکس در سطح بین‌المللی با یک روش استاندارد شدهٔ جهانی بود. سوئیفت در حال حاضر بیش از ۹٬۷۰۰ (عنوان) بانک و مؤسسهٔ مالی در ۲۰۹ کشور جهان عضو دارد.
در سال ۲۰۱۸ به‌طور روزانه بیش از ۲۸ میلیون پیام از طریق سیستم سوئیفت در سطح جهان مبادله گردیده‌است.
مرکز اصلی شبکهٔ سوئیفت در کشور بلژیک بوده و طبق قوانین آن کشور عمل می‌نماید و کشورهای آمریکا، هلند، انگلیس و هنگ کنگ به عنوان مراکز پشتیبان اعضا فعالیت دارند. سوئیفت در هر کشوری دارای یک SAP یعنی نقطهٔ دسترسی به سوئیفت می‌باشد که توسط مؤسسهٔ سوئیفت کنترل می‌شود. (در ایران SAP در بانک مرکزی واقع گردیده‌است)

## سوئیفت
سامانهٔ سوئیفت جهت فرستادن و دریافت هرگونه پیام ارزی در بین واحدهای ارزی بانک‌های داخل کشور و بانک‌های خارج از کشور مورد استفاده قرار می‌گیرد. در حال حاضر تمام بانک‌های داخلی ایران از طریق خطوط Leased یا ماهواره به یک مرکز به نام SAP در بانک مرکزی متصل گردیده و از طریق سیستم ماهواره‌ای پیام‌ها را برای بانک‌های مورد نظر ارسال می‌نمایند. این سیستم جهت سرعت بخشیدن به انجام معاملات ارز و جلب رضایت مشتریان و همچنین هماهنگی تمام عملیات ارزی در سطح جهانی با استفاده از یک نرم‌افزار استاندارد مورد توجه واقع گردیده‌است.

## عضویت ایران در سوئیفت
طرح عضویت کشور ایران در شبکهٔ سوئیفت، در سال ۱۳۶۴ شمسی توسط کارشناسان بانک مرکزی جمهوری اسلامی ایران ارائه شد ولی با توجه به شرایط جنگی ایران، این طرح به فرجام نرسید تا اینکه در سال ۱۳۶۹شمسی مجددا این موضوع در دستور کار بانک مرکزی قرار گرفت و پس از آماده‌سازی زیرساخت های سیستم بانکی کشور  به طور رسمی تقاضای دولت ایران را در بهمن ماه سال ۱۳۷۰ شمسی مبنی بر عضویت در شبکهٔ بین المللی سوئیفت ارائه داده شد و در نهایت درخواست  ایران در آذرماه سال ۱۳۷۱شمسی پذیرفته شد؛در پی آن بانک تجارت به عنوان نخستین بانک ایران به شبکه سوئیفت متصل شد و باچیبا بانک ژاپن مبادرت به تبادل پیام کردند؛ سپس بانک های صادرات، ملی، ملت و سپه بعدها به عضویت این شبکه درآمدند.
با اوج گرفتن درگیری در خصوص برنامهٔ هسته‌ای ایران، شبکهٔ سوئیفت ایران از روز شنبه ۲۷ اسفند ۱۳۹۰ ساعت ۴ عصر به وقت گرینویچ در راستای تحریم‌های اروپایی قطع شد.
با دستیابی به توافق جامع و نهایی هسته‌ای وین در خصوص برنامهٔ هسته‌ای ایران بین ایران و کشورهای گروه ۵+۱ (یا ۳+۳) شامل جمهوری خلق چین، فرانسه، آلمان، فدراسیون روسیه، انگلیس و ایالات متحدهٔ آمریکا در روز سه شنبه ۲۳ تیر ۱۳۹۴، ولی‌الله سیف رئیس کل بانک مرکزی جمهوری اسلامی ایران دربارهٔ امکان اتصال سوئیفت به همهٔ بانک‌های کشور، اظهارداشت: سوئیفت به عنوان مرکز نقل و انتقالات بانکی از هم‌اکنون می‌تواند عملیات خود را در ایران آغاز کند.
و در نهایت در تاریخ ۲۷ دی ۱۳۹۴ در ساعت هشت و چهل و پنج دقیقه به وقت تهران با اجرای برجام تحریم سوئیفت از ایران برداشته شد. همچنین پس از لغو تحریم‌ها بانک‌های تجارت، رفاه کارگران، توسعه صادرات، سپه، پست بانک، صنعت و معدن، بانک ایران و اروپا، بانک توسعهٔ همکاری، سینا، ملت و ملی به سوئیفت متصل شدند. لازم است ذکر شود پیش از این، بانک‌های کارآفرین، اقتصاد نوین، دی، سامان، پاسارگاد، پارسیان، مسکن و کشاورزی به سوئیفت متصل بوده‌اند.

## مداخله ایالات متحده آمریکا

### برنامه رهگیری مالی ترور
مجموعه مقالاتی که در ۲۳ ژوئن ۲۰۰۶ در نیویورک تایمز، وال استریت ژورنال و لوس آنجلس تایمز منتشر شدند برنامه ای با نام برنامه رهگیری مالی ترور پرده‌گشایی شد. طی این برنامه وزارت خزانه داری، سازمان اطلاعات مرکز و دیگر آژانس‌های امنیتی ایالات متحده آمریکا پس از حوادث یازده سپتامبر حملاتی را برای در اختیار گرفتن پایگاه داده تراکنش‌های سوئیفت اجرا کردند.
پس از انتشار این مقالات سوئیفت بخاطر وجه المصالحه قرار دادن حریم خصوصی داده‌های مشتریان خود و اجازه دادن به دولت برای دسترسی به اطلاعات شخصی حساس تحت فشار قرار گرفت. دولت بلژیک اعلام کرد که مناسبات بلژیک و دولت آمریکا نقض قوانین حریم خصوصی بلژیک و اتحادیه اروپا بوده‌است. در واکنش به این مسائل برای کسب رضایت مشتریان، سوئیفت فرایند بهبود معماری خود را با پیاده‌سازی یک معماری توزیع شده دو منطقه ای برای ذخیره‌سازی پیام‌ها اجرا کرد.
همزمان اتحادیه اروپا موافقتنامه ای با ایالات متحده آمریکا منعقد کرد که اجازه انتقال اطلاعات تراکنشهای درون اتحادیه اروپا به آمریکا را طی یک شرایط مشخص ممکن می‌کرد. بخاطر نگرانی در مورد محتوای موافقتنامه پارلمان اتحادیه اروپا در مصوبه ای در سپتامبر ۲۰۰۹ خواستار این شد که متن کامل این موافقتنامه را مشاهده کند و خواستار این شد که این موافقتنامه کاملاً با مقررات حریم خصوصی اتحادیه اروپا منطبق باشد. طبق مقررات حریم خصوصی اتحادیه اروپا همه درخواست‌های داده باید به صورت شایسته اداره شوند. نهایتاً در فوریه ۲۰۱۰ پارلمان اروپا تصمیم گرفت که توافقنامه را لغو کند. یک هفته قبل از این رای‌گیری کمیته آزادی‌های شهروندی نیز این موافقتنامه را به خاطر ملاحظات حقوقی رد کرده بود.
در مارس ۲۰۱۱ گزارش شد که دو سازوکار حفاظت از داده‌ها شکست خورده‌اند: پلیس اتحادیه اروپا گزارشی منتشر کرد که در آن شکایت شده بود که درخواست‌های ایالات متحده آمریکا بسیار گنگ بوده‌است (داوری در مورد آن‌ها را دشوار می‌کرد) و حق تضمین شده برای شهروندان اتحادیه اروپا برای اینکه بدانند آیا اطلاعات آن‌ها توسط مراجع آمریکایی مورد سوء استفاده قرار گرفته‌است یا خیر وارد مرحله اجرا نشده‌است.

### تحریم در برابر ایران
- در ژانویه ۲۰۱۲ گروه ذی‌نفوذ اتحاد علیه ایران هسته ای (یو ای ان آی) برنامه ای برای پایان دادن همکاری سوئیفت با بانک مرکزی ایران آغاز کرد. یو ای ان آی عنوان کرد که عضویت ایران در سوئیفت مقررات تحریم مالی آمریکا و اتحادیه اروپا را نقض می‌کند.
- در فوریه ۲۰۱۲ کمیته بانکداری سنا به اتفاق آرا با هدف تحت فشار قرار دادن شبکه مخابرات مالی بلژیک برای پایان دادن پیوندهایش با بانک‌های ایرانی حاضر در لیست سیاه مجازات‌هایی علیه سوئیفت تصویب کرد. اخراج بانک‌های ایرانی از سوئیفت می‌توانست به صورت بالقوه دسترسی ایران به میلیاردها دلار درآمدش و خرج کردن این پول‌ها را مسدود کند. البته هنوز راه‌های غیررسمی بازمی‌ماند.ابتدا سویفت منکر این بود که فعالیتش غیرقانونی است. اما سپس اعلام کرد: «این همکاری با ایالات متحده آمریکا و دولت‌های اروپایی است تا نگرانی‌هایشان در مورد اینکه خدمات مالی سوئیفت توسط ایران برای فرار از تحریم و اجرای فعالیت‌های غیر قانونی رفع شود.» بانک‌های هدف عبارت بودند از بانک صادرات، بانک ملت، پست بانک و بانک سپه.
- در مارس ۲۰۱۲ به‌دنبال تفاهم میان همه ۲۷ کشور اتحادیه اروپا و حکم شورای اروپا سوئیفت همه بانک‌های ایرانی را از شبکه بین‌المللی خود پاک کرد.
- در فوریه ۲۰۱۶ بیشتر بانک‌های ایرانی به دنبال تصویب برجام به شبکه بازگشتند.
- شبکه بانکی سوئیفت، ستون فقرات برای تبادلات مالی جهان، روز دوشنبه ۱۴ آبان ۱۳۹۷ (۵ نوامبر ۲۰۱۸) گفت که خدمات بانکی خود را به چندین بانک ایران، بعد از اینکه آمریکا تحریمهای اتمی  دربرابر تهران را تجدید کرد به حالت تعلیق درآورده است.[۵] روز ۲۰ آبان ۱۳۹۷(۱۱ نوامبر ۲۰۱۸) استیون منوچین وزیر خزانه داری ایالات متحده آمریکا گفت سوئیفت دادن خدمات به بانک مرکزی ایران را قطع و نهادهای مالی ایران را لیست گذاری خواهد کرد.[۶]
- غیر از سوئیفت روش‌های دیگری برای انتقال ارز ما بین سیستم‌های بانکی وجود دارد ولی متداول نیست و طی قراردادهای بین بانکی انجام می‌شود یکی از این توافقات زیر نظر SEPA دراتحادیه اروپا انجام می شود و در خارج از حوزه فعالیت یورو رسمیت ندارد به این ترتیب می شود تحریم علیه ایران را دور زد.
- به دنبال ماجرای اوکراین و تحریم روسیه، قرارداد اتصال سامانه‌های پیام رسان ملی بانک‌های ایران و روسیه امضا شد. بر اساس این قرارداد ۷۰۰ بانک روسی می‌توانند با بانک‌های ایرانی تبادل پیام‌های مالی داشته باشند. علاوه بر این ۱۰۶ بانک غیر روسی از ۱۳ کشور دیگر هم به این سامانه پیام رسان متصل شده و می توانند با بانک های ایرانی تبادلات مالی داشته باشند.[۷]